# Yeongdeungpo-sijeong (metropolitana di Seul)
Yeongdeungpo-sijeong (영등포시정역?, 永登浦市場驛?, Yeongdeungpo-sijeong-yeokLR) è una stazione della metropolitana di Seul della linea 5 della metropolitana di Seul. La stazione si trova nel quartiere di Yeongdeungpo-gu, sull'isola di Yeouido. In inglese la stazione è indicata come Yeongdeungpo Market Station.

## Linee
Seoul Metro
 Linea 5 (Codice: 524)

## Struttura
La stazione possiede due marciapiedi laterali a grande profondità, al sesto piano sotterraneo, con porte di banchina a protezione dei due binari passanti.
| Direzione Hanam Pungsan/Macheon | Linea 5 | per Yeouido, Gongdeok, Jongno 3-ga, Wangsimni, Sangil-dong e Macheon |
| Direzione Banghwa               | Linea 5 | per Yeongdeungpo-gucheong, Gimpo Aeroporto e Banghwa                 |

## Stazioni adiacenti
| «                         | Servizio | »          |
| Linea 5                   | Linea 5  | Linea 5    |
| ------------------------- | -------- | ---------- |
| 523 Yeongdeungpo-gucheong | -        | Singil 525 |